# La collina dei ciliegi/Il nostro caro angelo
La collina dei ciliegi/Il nostro caro angelo è il 17º singolo del cantante italiano Lucio Battisti, pubblicato nel settembre 1973.

## Descrizione
Il disco è stato pubblicato dalla casa discografica Numero Uno.

## I brani

### La collina dei ciliegi
La collina dei ciliegi è la storia di due innamorati, declinata però in senso universale: il protagonista invita la partner a seguirlo senza timore degli altri e la sprona a superare insieme tutte le difficoltà e le incertezze che si troveranno davanti. La metafora del volo è utilizzata a più riprese, con esiti di volta in volta elegiaci e spirituali, oppure ironici: è il caso dell'inciso musicale con il colombo che stuzzica un pallone fino a forarlo e lanciarlo in un'inesorabile caduta, contrapposta al volo che i due amanti spiccano contro ogni pregiudizio.
Nel verso «planando sopra boschi di braccia tese» alcuni videro un significato politico relativo al saluto romano; tuttavia, sia Battisti che Mogol non hanno mai manifestato pubblicamente alcuna simpatia politica (né a destra, né a sinistra) e in varie occasioni hanno escluso qualsiasi riferimento ad essa nelle proprie canzoni. Il verso fa pensare, piuttosto, alla copertina de Il mio canto libero, il precedente album del duo Mogol-Battisti.

### Il nostro caro angelo
La canzone si ispira ad un racconto del libro di Michael Ende, "Lo specchio nello specchio".
Il nostro caro angelo, secondo quanto dichiarato dallo stesso Mogol, ha un significato critico nei confronti della Chiesa cattolica:
(Mogol intervistato da Claudio Bernieri)
La cantante russa Svetlana Tchernykh, nel 2006, ne incide una cover dal titolo Храни меня мой ангел inserita nell'album Черных поёт Баттисти.

## Tracce
Tutti i brani sono di Battisti-Mogol
Lato A
1. La collina dei ciliegi – 4:58

Lato B
1. Il nostro caro angelo – 4:13

## Classifiche
Il singolo raggiunse il primo posto della classifica italiana:
- La collina dei ciliegi: 6º singolo più venduto del 1973[8]
- Il nostro caro angelo: 69º singolo più venduto del 1973[8]

| Nº | Settimana        | Posizione |
| -- | ---------------- | --------- |
| 1  | 27 ottobre 1973  | 2         |
| 2  | 3 novembre 1973  | 2         |
| 3  | 10 novembre 1973 | 1         |
| 4  | 17 novembre 1973 | 1         |
| 5  | 24 novembre 1973 | 1         |
| 6  | 1º dicembre 1973 | 1         |
| 7  | 8 dicembre 1973  | 1         |
| 8  | 15 dicembre 1973 | 1         |
| 9  | 22 dicembre 1973 | 1         |
| 10 | 29 dicembre 1973 | 1         |
| 11 | 5 gennaio 1974   | 1         |
| 12 | 12 gennaio 1974  | 1         |
| 13 | 19 gennaio 1974  | 1         |
| 14 | 26 gennaio 1974  | 1         |
| 15 | 2 febbraio 1974  | 3         |
| 16 | 9 febbraio 1974  | 4         |
| 17 | 16 febbraio 1974 | 5         |
| 18 | 23 febbraio 1974 | 8         |
| 19 | 2 marzo 1974     | 10        |